# 李鎮翼
李 鎮翼（イ・ジンイク、1728年 - 1796年6月1日）は、李氏朝鮮の両班。本貫氏派は全州李氏麟坪大君派。安興君第1子。諱号は「鎮翼」。字号は「雲卿」。
系統は仁祖の第3子で高祖父の麟坪大君嫡流である。高宗は玄孫である。
蔭位制登用により守令・武官などの要職を歴任した。卒去後は吏曹判書・議政府左賛成に追贈。

## 生涯

### 英祖期
1751年11月26日英祖王令で李鎮翼に孝宗・顕宗・粛宗の御書を持参させて面会した。英祖は蔭位制による李鎮翼人事採用令を発令。11月29日厚陵参奉に任官。1753年式年試合格者100人中23位・2等18位として進士認定された。5月30日内贍寺奉事に任官。1754年8月5日順陵直長に任官。1757年7月11日五衛副司正に任官。1759年12月26日司饔院直長に任官。1761年1月15日麟坪大君奉祀孫に指定された。1月24日掌苑署別提に任官。3月17日司饔院主簿に任官。6月28日司憲府監察に任官。1762年2月5日戸曹佐郎に任官。8月13日木川県県監に任官。9月8日通礼院引儀に任官。1767年1月17日軍資監判官に任官。3月18日麻田郡郡守に任官。1769年7月13日内資寺主簿に任官。7月14日午前8時慶熙宮集慶堂で英祖と面会、英祖は李鎮翼特別人事令を発令。7月22日恭陵令に任官。1770年1月14日宗廟署令に任官。2月5日義興県県監に任官。1772年11月7日敦寧府都正に任官。1774年1月13日午前10時慶熙宮集慶堂で英祖と面会、燕行録を持参した。工曹参判に任官。8月22日五衛司直に任官。11月30日五衛都総府副総管に任官。1775年3月18日五衛都総府副総管に解官。理由は重病のため。

### 正祖期
1776年9月30日明陵忌辰祭献官に担官。12月30日五衛都総府副総管に任官。1777年8月13日中枢府同知事に任官。9月2日五衛都総府副総管に任官。9月12日兵曹報告書で五衛副司直に降官。10月6日寧越都護府都護府使に任官。10月18日午前10時昌徳宮熙政堂で正祖と面会、正祖は李鎮翼に寧越都護府都護府使として寧越都護府における弊害・水害を解決勧告した。1778年10月24日正祖が李鎮翼逮捕令状を発令、義禁府が寧越都護府庶務官を利用して逮捕・解官された。理由は不正行為のため。
1780年1月31日五衛副司直に任官。3月4日五衛都総府副総管に任官。5月1日慶州府府尹に任官。1781年1月15日暗行御史李時秀慶尚道報告書で李鎮翼が還穀とよばれる穀物貸与制度での不正行為、反作とよばれる穀物出納関係での虚偽報告などで立件されて、正祖が慶尚道守令逮捕令状を発令。1月19日義禁府に勤務地で逮捕された。2月5日義禁府が李鎮翼に笞刑80回・罰金刑を求刑、正祖が許可・確定した。6月14日慶州府府尹に解官。12月21日釈放された。
1782年1月28日五衛副司直に任官。2月12日五衛都総府副総管に任官。5月12日漢城府右尹に任官。6月22日義禁府知事に任官。7月2日義禁府知事に解官。7月7日正祖王令で五衛都総府副総管に解官・逮捕令状を発令。理由は正祖が景慕宮視察時に五衛都総府担当儀式を90歳の鶴城君に代行させたことを問題視したため。7月8日義禁府に逮捕された。7月11日釈放された。8月27日五衛都総府副総管に内定していたが、林錫喆が先日に解官されて不適切と進言したところ、内定取消になった。
1783年1月2日五衛副司直に任官。1月12日五衛都総府副総管に任官。9月6日漢城府右尹に任官。9月10日五衛都総府副総管に任官。9月17日五衛都総府副総管に解官。理由は訴訟・勤務態度で悪評のため。9月19日五衛副司直に任官。12月5日五衛司直に任官。1785年2月27日五衛都総府副総管に任官。2月28日五衛都総府副総管に解官。4月9日五衛都総府副総管に任官。4月20日五衛都総府副総管に解官。1786年1月27日五衛都総府副総管に任官。1787年10月2日五衛都総府副総管に解官。理由は重病のため。1788年2月8日五衛都総府副総管に任官。2月9日五衛都総府副総管に解官。理由は重要行事不参加のため。
4月27日敦寧府同知事に任官。12月19日五衛都総府副総管に任官。1792年6月22日五衛都総府都総管に任官。12月19日五衛都総府副総管に任官。1793年1月22日造紙署提調に任官。2月11日嘉義大夫に叙位。5月14日五衛副司直に任官。1794年1月27日兵曹参判に任官。6月13日長湍都護府都護府使に任官。12月8日長湍都護府都護府使に解官。理由は訴訟や政治混乱の責任のため。1795年3月2日五衛副司直に任官。8月29日五衛都総府副総管に任官。1796年2月18日五衛護軍に任官。
1796年6月1日卒去した。1864年2月17日興宣大院君により議政府左賛成に追贈。

## 経歴
| 西暦   | 月日     | 内容                   |
| ------ | -------- | ---------------------- |
| 1751年 | 11月29日 | 厚陵参奉               |
| 1753年 |          | 進士認定               |
| 1753年 | 5月30日  | 内贍寺奉事             |
| 1754年 | 8月5日   | 順陵直長               |
| 1757年 | 7月11日  | 五衛副司正             |
| 1759年 | 12月26日 | 司饔院直長             |
| 1761年 | 1月15日  | 麟坪大君奉祀孫指定者   |
| 1761年 | 1月24日  | 掌苑署別提             |
| 1761年 | 3月17日  | 司饔院主簿             |
| 1761年 | 6月28日  | 司憲府監察             |
| 1762年 | 2月5日   | 戸曹佐郎               |
| 1762年 | 8月13日  | 木川県県監             |
| 1762年 | 9月8日   | 通礼院引儀             |
| 1767年 | 1月17日  | 軍資監判官             |
| 1767年 | 3月18日  | 麻田郡郡守             |
| 1769年 | 7月13日  | 内資寺主簿             |
| 1769年 | 7月22日  | 恭陵令                 |
| 1770年 | 1月14日  | 宗廟署令               |
| 1770年 | 2月5日   | 義興県県監             |
| 1772年 | 11月7日  | 敦寧府都正             |
| 1774年 | 1月13日  | 工曹参判               |
| 1774年 | 8月22日  | 五衛司直               |
| 1774年 | 11月30日 | 五衛都総府副総管       |
| 1776年 | 9月30日  | 明陵忌辰祭献官         |
| 1776年 | 12月30日 | 五衛都総府副総管       |
| 1777年 | 8月13日  | 同知中枢府事           |
| 1777年 | 9月2日   | 五衛都総府副総管       |
| 1777年 | 9月12日  | 五衛副司直（降官）     |
| 1777年 | 10月6日  | 寧越都護府都護府使     |
| 1780年 | 1月31日  | 五衛副司直             |
| 1780年 | 3月4日   | 五衛都総府副総管       |
| 1780年 | 5月1日   | 慶州府府尹             |
| 1782年 | 1月28日  | 五衛副司直             |
| 1782年 | 2月12日  | 五衛都総府副総管       |
| 1782年 | 5月12日  | 漢城府右尹             |
| 1782年 | 6月22日  | 義禁府知事             |
| 1783年 | 1月2日   | 五衛副司直             |
| 1783年 | 1月12日  | 五衛都総府副総管       |
| 1783年 | 9月6日   | 漢城府右尹             |
| 1783年 | 9月10日  | 五衛都総府副総管       |
| 1783年 | 9月19日  | 五衛副司直             |
| 1783年 | 12月5日  | 五衛司直               |
| 1785年 | 2月27日  | 五衛都総府副総管       |
| 1785年 | 4月9日   | 五衛都総府副総管       |
| 1786年 | 1月27日  | 五衛都総府副総管       |
| 1788年 | 2月8日   | 五衛都総府副総管       |
| 1788年 | 4月27日  | 敦寧府知事             |
| 1788年 | 4月20日  | 五衛都総府副総管       |
| 1792年 | 6月22日  | 五衛都総府都総管       |
| 1792年 | 12月19日 | 五衛都総府副総管       |
| 1793年 | 1月22日  | 造紙署提調             |
| 1793年 | 2月11日  | 嘉義大夫（従二品上階） |
| 1793年 | 5月14日  | 五衛副司直             |
| 1794年 | 1月27日  | 兵曹参判               |
| 1794年 | 1月22日  | 長湍都護府都護府使     |
| 1795年 | 3月2日   | 五衛副司直             |
| 1795年 | 8月29日  | 五衛都総府副総管       |
| 1796年 | 2月18日  | 五衛護軍               |
| 1864年 | 2月17日  | 議政府左賛成           |

## 家門
| 尊属 | 尊属 | 尊属 | 尊属   | 尊属           | 尊属                         | 尊属 | 尊属 |
| 続柄 | 続柄 | 続柄 | 続柄   | 諱号           | 備考                         |      |      |
| ---- | ---- | ---- | ------ | -------------- | ---------------------------- | ---- | ---- |
| 実父 | 実父 | 実父 | 実父   | 安興君李埱     |                              |      |      |
| 実母 | 実母 | 実母 | 実母   | 郡夫人文化柳氏 | 本貫は文化柳氏。柳潗の娘。   |      |      |
| 卑属 |      |      |        |                |                              |      |      |
| 続柄 | 続柄 | 続柄 | 続柄   | 諱号           | 備考                         |      |      |
| 正室 | 正室 | 正室 | 正室   | 清風金氏       | 本貫は清風金氏。金道健の娘。 |      |      |
| 正室 | 正室 | 正室 | 正室   | 漢陽趙氏       | 本貫は漢陽趙氏。趙道健の娘。 |      |      |
|      | 一子 | 一子 | 一子   | 李秉淳         |                              |      |      |
| 二子 | 二子 | 二子 | 李秉源 | 南延君の実父。 |                              |      |      |
| 三子 | 三子 | 三子 | 李秉濬 |                |                              |      |      |